# Kampania w dolinie Shenandoah

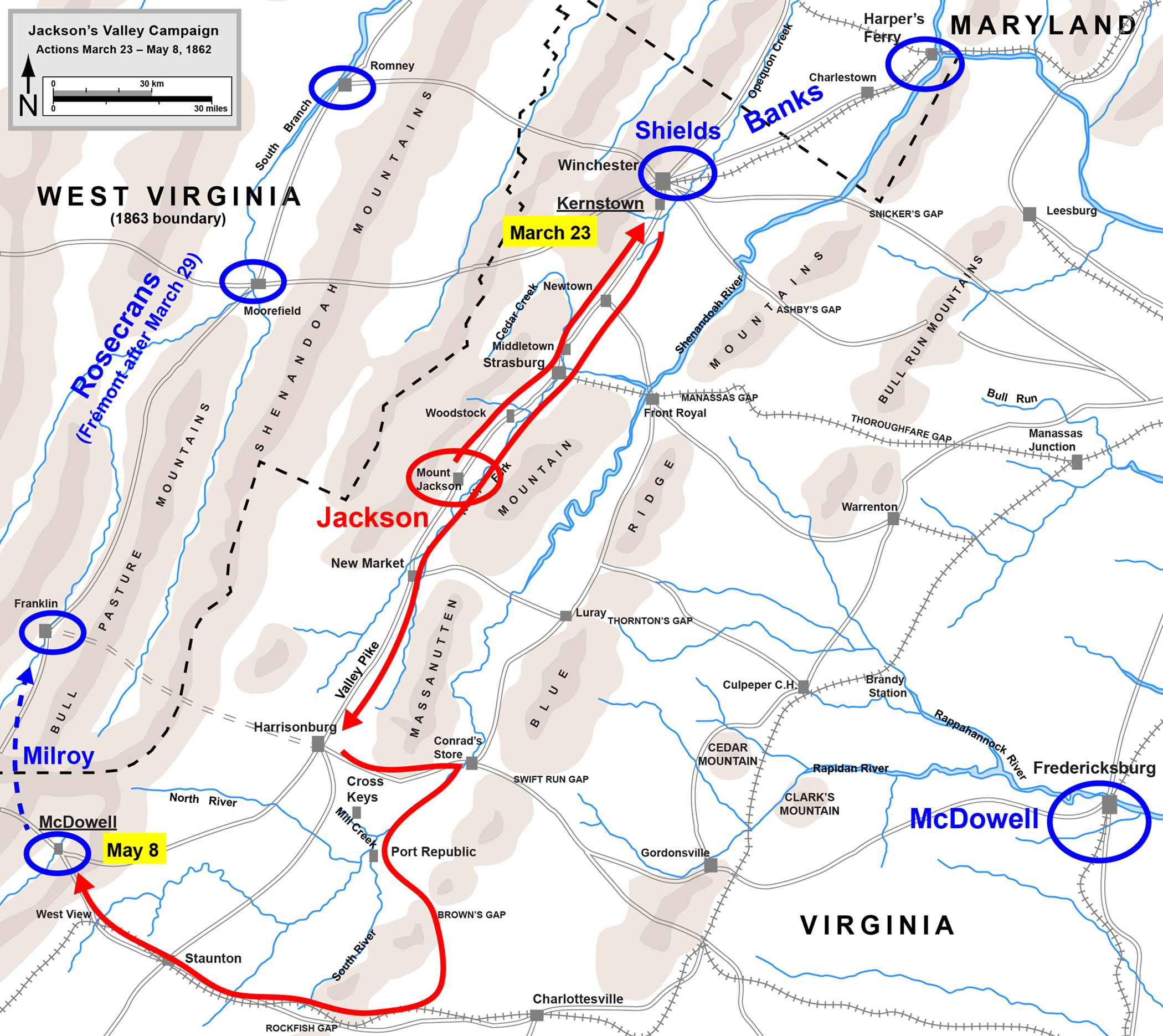
Walki w dolinie Shenandoah od Kernstown do McDowell

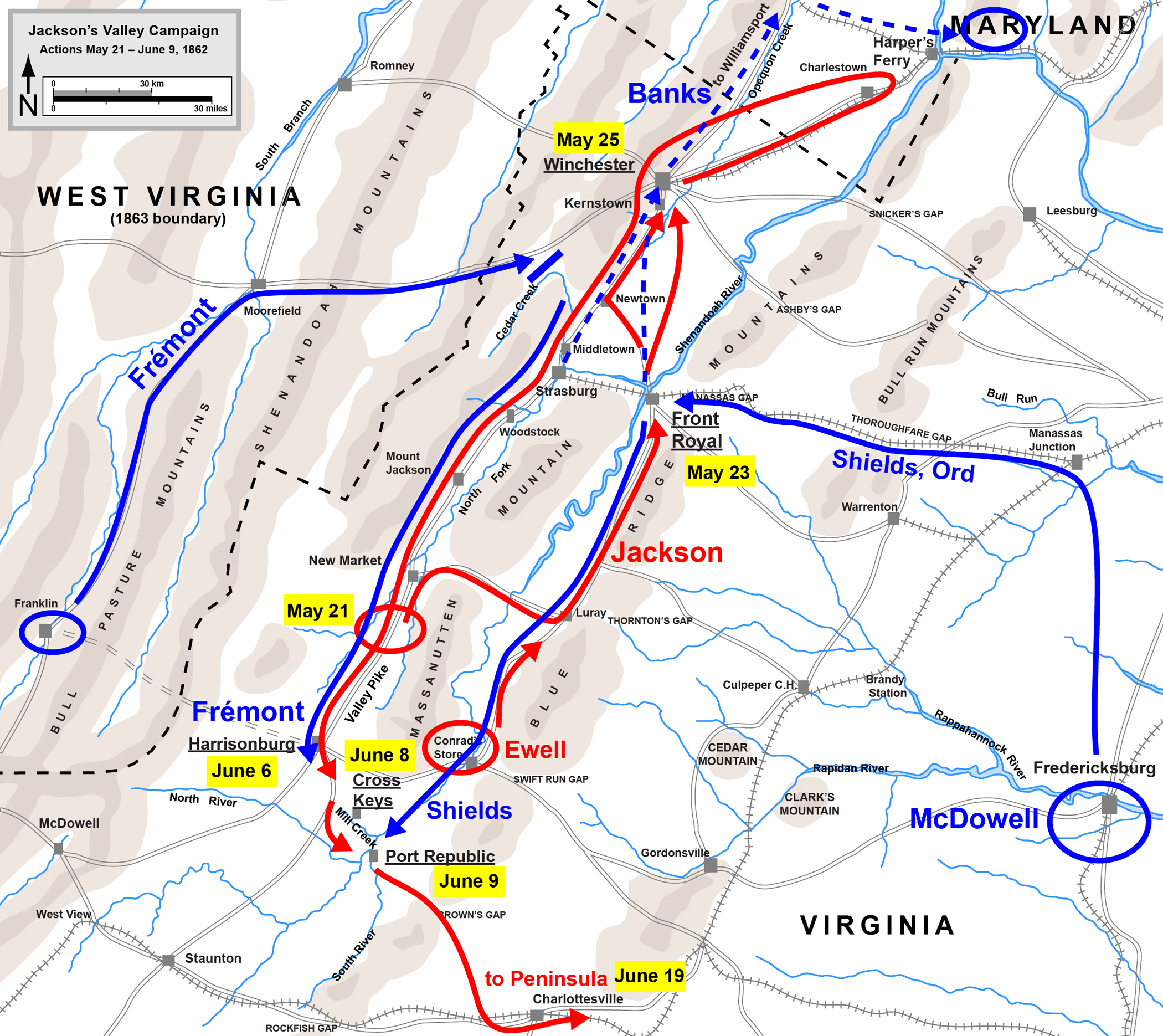
Walki w dolinie Shenandoah od Front Royal do Port Republic

Kampania w dolinie Shenandoah – jedna z kampanii na froncie wschodnim podczas wojny secesyjnej. Działania wojenne toczyły się wiosną 1862 w dolinie rzeki Shenandoah. Dowodzona przez generała Thomasa „Stonewalla” Jacksona siedemnastotysięczna armia konfederatów kilkakrotnie skutecznie stawiła czoła trzem armiom Unii liczącym łącznie 60 tysięcy żołnierzy.

## Bitwy
- I bitwa pod Kernstown (23 marca 1862)
- bitwa pod McDowell (8 maja – 9 maja 1862)
- bitwa pod Front Royal (23 maja 1862)
- I bitwa pod Winchester (25 maja 1862)
- bitwa pod Cross Keys (8 czerwca 1862)
- bitwa pod Port Republic (9 czerwca 1862)
- bitwa pod Princeton Courthouse (15 maja – 17 maja 1862)